# Szépművészeti Múzeum
Het Szépművészeti Múzeum ("Museum voor Schone Kunsten") is het belangrijkste museum voor beeldende kunst in de Hongaarse hoofdstad Boedapest. Het staatsmuseum toont Europese schilder- en beeldhouwkunst en heeft daarnaast Egyptische en Grieks-Romeinse afdelingen. Het geniet internationaal vooral bekendheid om zijn collectie Italiaanse meesters uit de renaissance. De hoeveelheid Hongaarse werken was zeer beperkt, sinds de Hongaarse kunst in 1957 en 1974 in de Hongaarse Nationale Galerie werd ondergebracht, maar in 2019 werd de Hongaarse kunst van voor 1800 weer naar het Szépművészeti Múzeum verplaatst.

## Gebouw en geschiedenis
Het museum is gevestigd in een neoclassicistisch gebouw aan het Heldenplein, dat in 1906 in gebruik werd genomen. Dat jaar geldt ook als het oprichtingsjaar. Tot de oprichting van het museum werd in 1896 besloten ter gelegenheid van de viering van het de duizendste verjaardag van de Hongaarse "landname". De stad Boedapest stelde grond beschikbaar en Albert Schickedanz won de prijsvraag voor het ontwerp van het gebouw, dat architectonisch een eenheid vormt met de tegenovergelegen Kunsthal (Műcsarnok) en het Millenniummonument, die beide eveneens door Schickedanz werden ontworpen. Tussen 2015 en 2018 werd het gebouw ingrijpend gerenoveerd.
Sinds 2012 behoort ook de Hongaarse Nationale Galerie organisatorisch tot het museum, vooruitlopend op een ambitieus en omstreden nieuwbouwplan, waarbij de samengevoegde collectie gedeeltelijk in een nieuw te bouwen Nieuwe Hongaarse Galerie in het stadspark Városliget moet worden ondergebracht. Anno 2020 is dit plan echter nog niet gerealiseerd, mede doordat de stad Boedapest zich ertegen verzet.

## Collectie
Tot de collectie behoren werken van Leonardo da Vinci, Peter Paul Rubens, Rembrandt van Rijn, Quiringh van Brekelenkam, Rafaël Santi, Albrecht Dürer, Paul Cézanne, Lucas Cranach, Giovanni Antonio Boltraffio, Henri Toulouse-Lautrec en Thomas Gainsborough. De kern van de collectie bestaat uit de Nationale Schilderijenverzameling (Országos Képtár), waarvan de basis in 1871 werd gelegd, toen de Hongaarse staat de beroemde privécollectie van de familie Esterházy aankocht, waartoe onder meer het schilderij Madonna met het Kind en Johannes (1508, bijgenaamd de "Esterházy-madonna") van Rafaël Santi behoorde.
Het museum omvat 23 zalen en 17 kabinetten. Daarnaast behoren het Vasarelymuseum in het derde district van Boedapest en (sinds 2012) de Hongaarse Nationale Galerie op de Burchtheuvel tot de museumorganisatie.

## Tentoonstellingen
In het jubileumjaar 2006, dat ook een Rembrandtjaar was, wijdde het museum een tentoonstelling aan Rembrandt. In 2010 leende het Poesjkinmuseum in Moskou een groot deel van zijn werken aan het museum uit.